# Roberto Dané
Roberto Dané (La Spezia, 6 febbraio 1937 – Reggio Emilia, 25 gennaio 2003) è stato un produttore discografico, arrangiatore, paroliere, regista televisivo ed autore teatrale italiano.

## Biografia
Era fratello di Marco Dané, autore televisivo. 
Iniziò l'attività di produttore discografico nel 1968 sotto l'etichetta Off per la quale seguì artisti come Duilio Del Prete, Beppe Chierici e Giorgio Gaslini. Diventa uno dei fondatori dell'etichetta discografica Produttori Associati e fu uno dei sostenitori della linea che voleva far allontanare la P.A. da quelli che erano allora i canoni ufficiali della musica leggera italiana. Nel 1970 produce La buona novella di Fabrizio De André, con il quale collaborerà per molti anni, firmando alcuni brani insieme al cantautore genovese anche in Storia di un impiegato. Per la Produttori Associati produsse disparati artisti tra cui Alunni del Sole, Raoul Casadei, i Cappuccino, i Franchi Giorgetti Talamo e Donatella Rettore.
Dal 1980 tenne la direzione artistica della WEA che lo incaricò di costruire un grande cast di artisti italiani: tra questi anche Franco Simone del quale, nel 1982, produsse l'album Gente che conosco. Ma il suo rapporto con la casa non fu idilliaco e, successivamente, egli lasciò l'incarico. Nel 1982 produsse l'album Gomma de I Cugini di Campagna. Nel 1984 curò la produzione dell'album Camper, sempre di Franco Simone. Collaborò inoltre con Lucio Dalla, Ron e Antonello Venditti.
Morì nel 2003 all'età di 65 anni in un incidente automobilistico sull'A1 fra Parma e Reggio Emilia.